# Деште-Лут

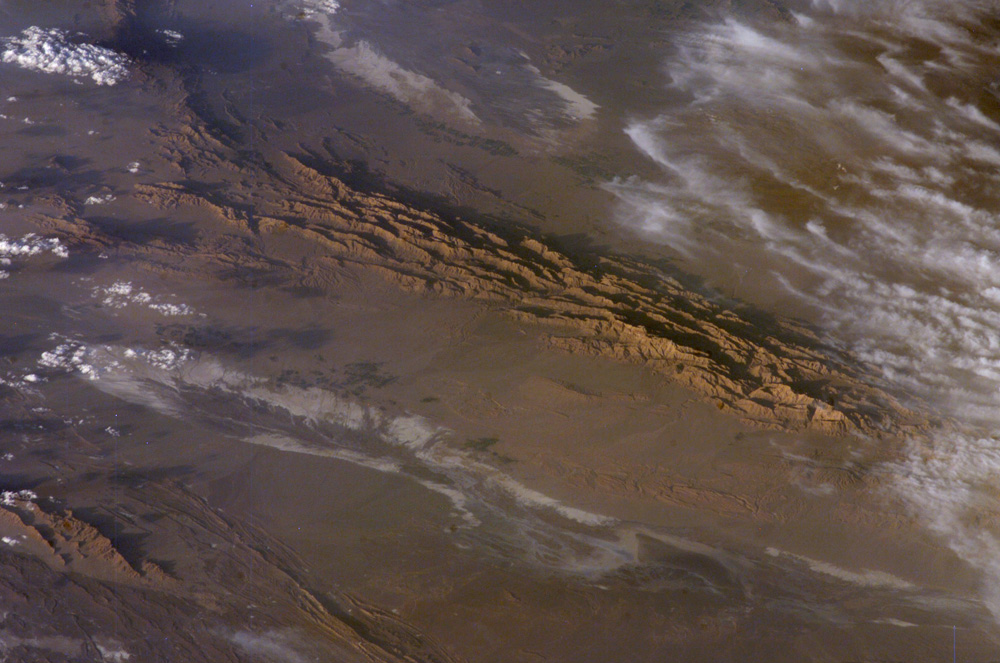
Вигляд з космосу

Де́ште-Лут — піщано-солончакова пустеля на Близькому Сході, у центральній частині Іранського нагір'я на сході Ірану. Довжина близько 550 км, ширина від 100 до 200 км. Значні ділянки пустелі зайняті такирами, а також солончаками, на півдні пустелі — обширні масиви пісків. На півдні, біля східного підніжжя хребта Кухбенан, у межах пустелі розташовується солончакова западина Немекзар, у зниженій частині якої під час розливу річок весною утворюється мілководе озеро. Фізичне вивітрювання створило численні «стовпи», «гриби» тощо форми рельєфу.
У 2005 супутник НАСА Landsat 7 за допомогою скануючого спектрорадіометра середньої роздільної здатності (MODIS) зафіксував у пустелі Деште-Лут найвищу температуру на Землі в тіні за весь час спостережень — 70,7 °C.